# Ausbildungsberuf
Ausbildungsberufe sind die beruflichen Tätigkeiten, die im Rahmen eines Ausbildungsverhältnisses erlernt werden können. 

## Deutschland
Die Berufsausbildung findet im dualen System statt. Jugendliche dürfen nur in anerkannten Ausbildungsberufen ausgebildet werden.
Ausbildungsberufe werden immer wieder in Ausbildungsordnungen nach dem BBiG oder der Handwerksordnung (HwO) staatlich anerkannt. Die durch die Ausbildung zu erwerbenden Befähigungen werden durch das Berufsbildungsgesetz und die Ausbildungsordnung festgelegt. Wichtige Grundlagen zu den Ausbildungsordnungen finden sich in § 4 und § 5 des BBiG. Einige Berufe, insbesondere die Gesundheitsfachberufe, sind in speziellen Gesetzen geregelt (beispielsweise Krankenpflegegesetz, Altenpflegegesetz, Notfallsanitätergesetz).
Die anerkannten Ausbildungsberufe werden in einem Verzeichnis geführt, das vom Bundesinstitut für Berufsbildung herausgegeben wird.
Die frühere Bezeichnung „Lehrling“ wurde 1971 im Berufsbildungsgesetz (BBiG) durch die Bezeichnung „Auszubildender“ ("Azubi") abgelöst.

## Österreich
In Österreich werden diese Berufe als Lehrberuf bezeichnet. 2008 waren etwa 300 Lehrberufe möglich, wobei nur etwa zehn Lehrberufe als die meistgesuchten gelten. Vgl. auch geschlechtsspezifische Berufswahl. Erst bei Erfolglosigkeit der Lehrstellensuche wird auf andere zurückgegriffen. Bis zum 18. Lebensjahr besteht eine Ausbildungspflicht, wenn die Schulpflichtzeit absolviert wurde.